# Siphonaria madagascarensis
Siphonaria madagascarensis is een slakkensoort uit de familie van de Siphonariidae. De wetenschappelijke naam van de soort is voor het eerst geldig gepubliceerd in 1919 door Ohdner.